# Os jugal

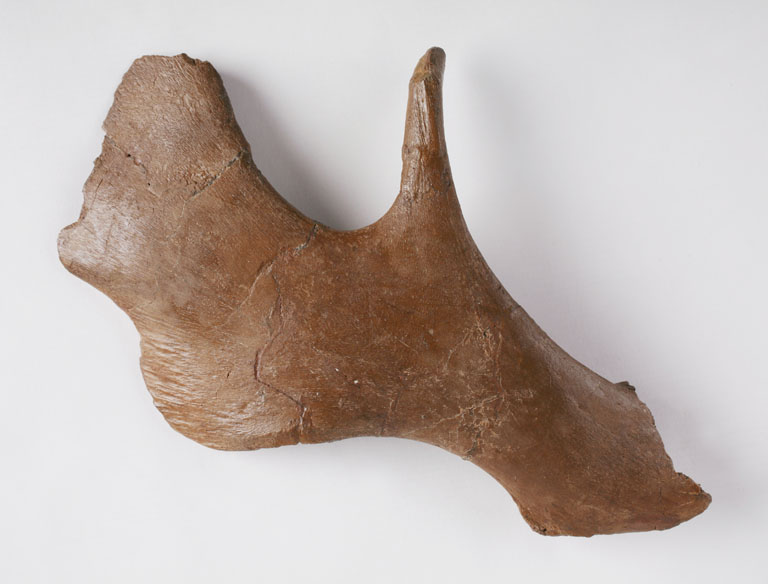
Un conjugal d'un Edmontosaurus en la col·lecció permanent del Museu dels Nens d'Indianapolis.

L'os jugal o simplement jugal és un os del crani que es troba en la majoria de rèptils, amfibis i ocells. En els mamífers rep sovint el nom d'os zigomàtic. Està connectat al quadratojugal i el maxil·lar, així com altres ossos que poden variar segons l'espècie.
Aquest os és considerat clau en la determinació de trets generals del crani, en el cas d'animals, com ara els dinosaures en paleontologia, de les quals no s'ha trobat el crani sencer.